# Кронбергс, Андрис
А́ндрис Кро́нбергс (латыш. Andris Kronbergs; р. 11 января 1951, Рига) — латвийский архитектор. Президент Союза архитекторов Латвии.

## Биография
Андрис Кронбергс родился 11 января 1951 года в Риге. Учился в Пумпурской средней школе и Юрмальской музыкальной школе, где в 1968 году создал рок-группу «Менуэт». В 1975 году окончил архитектурно-строительный факультет Рижского политехнического института и до 1985 года работал в институте «Латгипрогорстрой». С 1978 года член Союза архитекторов Латвии, позже — его президент. С 1985 по 1996 года был заместителем главного архитектора Риги. Одновременно с этим создал в 1989 году архитектурную мастерскую «Архис», которая в том числе спроектировала здание рижского филиала Банка Латвии и осуществила в 2001 году проект реконструкции и расширения аэропорта «Рига».
16 ноября 2009 года за большой личный вклад в развитие и популяризацию за рубежом латвийской архитектуры награждён офицерским крестом ордена Трёх звёзд.
17 октября 2017 года был награждён Почётной грамотой Кабинета Министров Латвии.
11 января 2021 года Андрис Кронбергс удостоен Почётной грамоты Президента Латвии.